# Лаур, Вольдемар Хендрикович
Во́льдемар Хе́ндрикович Ла́ур (эст. Voldemar Laur; 17.02.1927 — 04.01.2013) — советский учёный, Герой Социалистического Труда, заслуженный агроном Эстонской ССР.

## Биография
В 1953 году окончил Эстонскую сельскохозяйственную академию.
В 1953—1955 и 1958—1962 годах — научный сотрудник Института растениеводства Академии наук Эстонской ССР, в 1955—1958 годах — аспирант.
С 1962 до 1975 года — директор совхоза «Карья» Кингисеппского района Эстонской ССР, с 1975 года — заведующий одноимённой опытной станцией Эстонского НИИ земледелия.
С 1978 года — на научной работе.
Разработал технологии выращивания люцерны на малоплодородных почвах и повышения продуктивности естественных сенокосов и пастбищ.
Кандидат сельскохозяйственных наук (1961), доктор сельскохозяйственных наук (1984). Тема докторской диссертации: «Естественное распространение люцерны жёлтой, её биология и возможности использования в сельском хозяйстве Эстонской ССР».
Герой Социалистического Труда (22.03.1966). Заслуженный агроном Эстонской ССР.

## Награды
Звезда Героя Социалистичеcкого Труда, два ордена Ленина, медали ВДНХ.